# Estação de pesquisa Signy

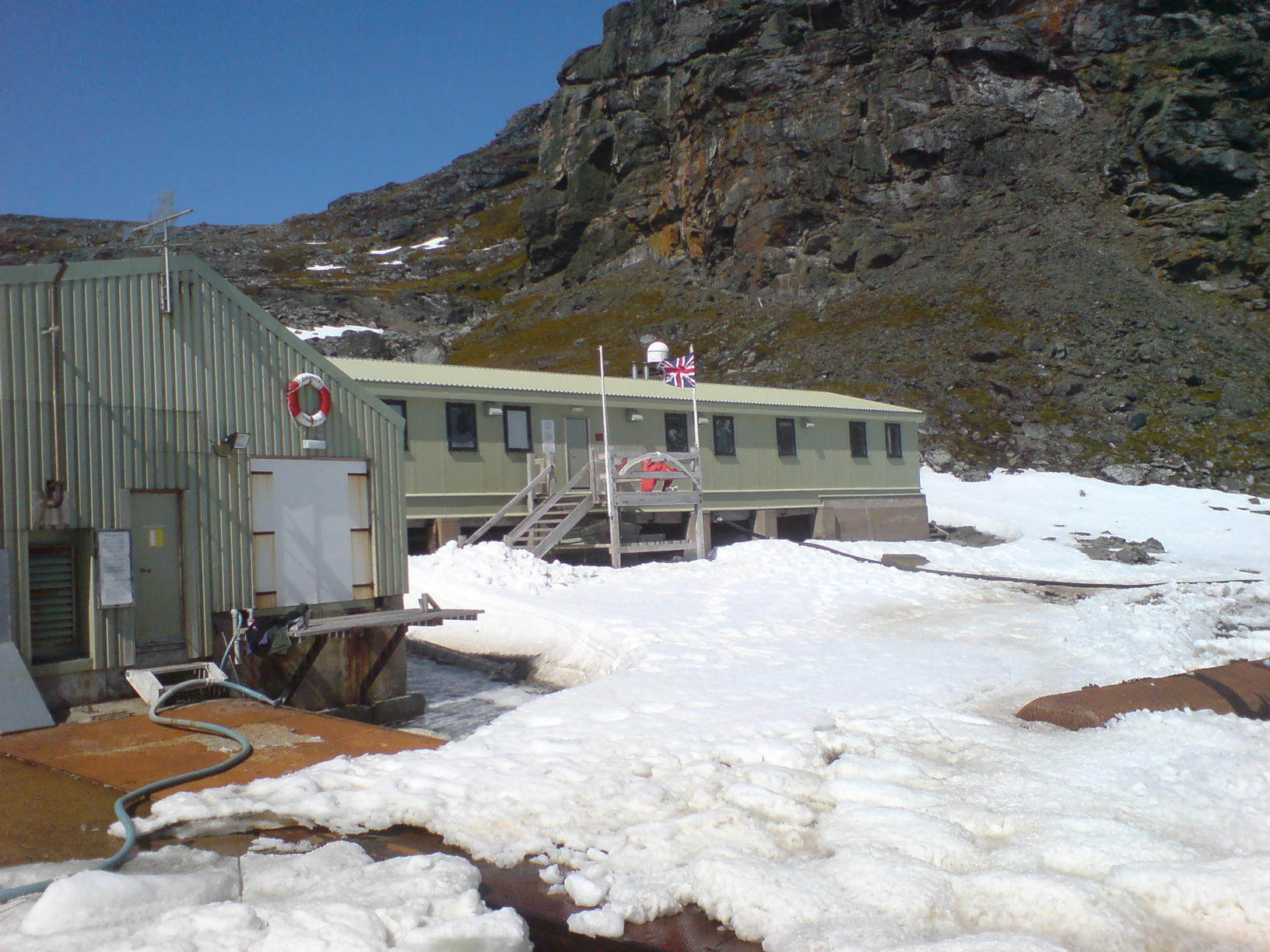
Estação de Pesquisa Signy em 2006

A Estação de Pesquisa Signy é uma base de pesquisa antártica na Ilha Signy, operada pelo British Antarctic Survey (Serviço Antártico Britânico).

## História
Signy foi primeiro ocupada em 1947 quando uma estação meteorológica foi estabelecida na Enseada Factory acima da velha estação baleeira. Foi a segunda base de pesquisa nas Ilhas Órcades do Sul (depois da Base Orcadas argentina em 1903). Em 1955, uma nova cabana, a Casa Tønsberg foi construída no terreno da estação baleeira. Em 1963, foi transformada em um laboratório para pesquisa biológica. Inicialmente operava durante todo o ano e desde 1995/6 a estação tem estado aberta de novembro a abril a cada ano (no verão do hemisfério Sul).

## Instalações
Hoje, a base tem quatro prédios com capacidade para 8 pessoas. O prédio principal, a Casa Sorlle (que recebeu seu nome do capitão baleeiro que nomeou a Ilha Signy), provê imóveis para habitação e laboratórios. Os outros prédios são para armazenagem e abastecimento de força e serviços de encanamento. Existem também quatro pequenas cabanas em torno da ilha.

## Pesquisa
A biologia terrestre e marinha é praticada em Signy, observando particularmente os efeitos da mudança climática sobre os ecossistemas do oceano antártico. Três espécies de pinguim (o adélia, o barbicha e o gentoo) são monitorados na base.
Para continuar uma série temporal das observações visuais do gelo, após a estação se tornar operante apenas no verão, uma câmera automatizada destinada para o gelo marinho agora opera durante todo o ano, provendo um registro contínuo da extensão do gelo marinho próximo à estação para mais que 50 anos.